# Черноручский сельсовет
Черноручский сельсовет — упразднённая административно-территориальная единица Шкловского района Могилёвской области Белоруссии.

## История
Сельсовет упразднён в ноябре 2013 года. Территория и населённые пункты упразднённого сельсовета включены в состав Старошкловского сельсовета.

## Состав
В составе сельсовета на момент упразднения находились 11 населённых пунктов:
- Бабчино — деревня.
- Вабичи — деревня.
- Карбатовка — деревня.
- Климовичи — деревня.
- Красная Горка — деревня.
- Полыковичи — деревня.
- Рамшино — деревня.
- Рагозно — деревня.
- Ступляны — деревня.
- Тудорово — деревня.
- Черноручье — деревня.